# Weste-Bahnhof
Weste-Bahnhof ist ein Ortsteil der Gemeinde Weste im niedersächsischen Landkreis Uelzen.

## Geografie und Verkehrsanbindung
Weste-Bahnhof liegt direkt östlich des Kernortes Weste. Durch den Ort verläuft die Landesstraße 252. Die anliegende Bahnstrecke Uelzen–Dannenberg–Ludwigslust–Wittenberge ist stillgelegt worden.